# Onirothérapie
L'onirothérapie est un terme utilisé en psychiatrie qui a été inventé par Roger Frétigny, psychiatre, et André Virel, docteur en psychologie. C'est le fait d'utiliser la pensée onirique dans un but thérapeutique. Ce terme renvoie à l'ensemble des techniques mises en œuvre par Roger Frétigny et André Virel à partir de 1945 : "Mais bien avant que nous n'en parlions à l'extérieur, il était évident pour nous qu'aucun autre terme ne pouvait désigner plus justement ni clairement l'utilisation des techniques d'imagerie mentale à des fins d'exploration ou de traitement. D'emblée, il nous est apparu que l'onirothérapie n'était pas plutôt une méthode ou plutôt une autre, mais une possibilité d'aborder l'Imaginaire par toutes les voies possibles et d'en exploiter les données sans rejeter les ressources d'une théorie ou d'une autre.".
Selon le Trésor de la langue française, l'onirothérapie est un substantif féminin renvoyant à une « psychothérapie utilisant le matériel constitué par les images mentales, et plus particulièrement le rêve éveillé ».

## Petit lexique des termes utilisés en onirothérapie
Dans le petit lexique des termes techniques utilisés en onirothérapie, La définition de l'onirothérapie (ou onéirothérapie) donnée est « au sens large, ensemble des techniques psychothérapiques faisant appel à l'imagerie mentale. Plus particulièrement, selon Frétigny et Virel, l'onirothérapie comporte, quant à son déroulement, une succession de phases (maïeutique, onirique et de maturation) et quant à son cadre doctrinal un appel à toutes les grandes théories analytiques et psychothérapiques. » Le lexique utilisé en onirothérapie est très vaste : cristal-vision, dissociation des souvenirs, division de la conscience, hypnose active fractionnée, imagerie mentale, introspection provoquée, maïeutique, onirodrame, rêve éveillé, rêve éveillé dirigé, rêve éveillé libre, rêverie dirigée, etc. et ne se limite donc pas au rêve éveillé.

## Méthodes utilisant l'onirothérapie
Parmi les méthodes qui se réclament directement de l'onirothérapie comme moyen et méthode thérapeutique :
- l'imagination active de Carl Gustav Jung[4] ;
- le rêve-éveillé dirigé de Robert Desoille[5] ;
- l'onirothérapie d'André Virel (avec une mise en condition par la décentration) ;
- le rêve éveillé libre de Georges Romey[6] ;
- le cycle supérieur de la relaxation de Johannes Heinrich Schultz[7].

## Historique des techniques d'imagerie mentale
Le pionnier de la psychothérapie par imagerie mentale est Leon Pierce Clark. Pour lui, la méthode phantasmatique convient parfaitement aux névroses narcissiques, car le narcissisme est un élément fondamental qui provient de l'identification de l'enfant à sa mère. Pour provoquer la pensée phantasmatique, Clark « demande au sujet allongé de fermer les yeux et d'imaginer des sensations, sentiments, attitudes et comportements de sa vie infantile. Souvent, note Clark, le patient a tendance à croire que ce sont de vrais souvenirs et c'est beaucoup plus tard qu'il découvre que cette imagerie mentale est une rétroprojection automorphique ayant une valeur affective semblable à celle des souvenirs d'enfance. Il découvre lui-même ses fixations et la nature de ses problèmes. »
« L'imagination active » est une expression utilisée par Jung pour désigner le surgissement d'images qui s'étaient présentées plusieurs fois chez ses sujets au cours d'une analyse. Cette notion est définie par son élève Roland Cahen :

« Le malade pour tout effort, doit faire un effort d'inattention volontaire et se laisser aller physiquement dans une attitude de détente et de relaxation, mentalement à une sorte d'assoupissement comme s'il recherchait le sommeil. Dans cette attitude de détente physique et mentale, il observera toutes les perceptions, toutes les idées, tous les sentiments, toutes les intuitions qui viennent visiter son esprit, qui se présentent spontanément à sa pensée ou encore toutes les images qui se projettent sur l'écran noir des paupières closes. »

— Roger Frétigny et André Virel, L'Imagerie Mentale - Introduction à l'onirothérapie p. 38.
Ces images parlent le langage universel des grands mythes. Le sujet doit être en état de passivité, de réceptivité. Ce n'est pas l'imagination qui est active, mais l'image. Il est important de souligner également que l'emploi de l'expression « rêve éveillé » est impropre en psychothérapie puisque l'état onirique est vécu en présence d'un opérateur. Rappelons que l'emploi du mot « opérateur » est préféré — par André  Virel et Roger Frétigny — plutôt que celui de psychothérapeute, car il est plus vaste : c'est celui qui émet des messages (l'opérateur-radio) ou celui qui fait voir des images (l'opérateur de cinéma).
L'expression « rêve éveillé » est réservée à une technique solitaire analogue à celle exposée par Léon Daudet. Robert Desoille, considéré comme un psychanalyste, a développé la technique du « rêve éveillé dirigé ». Charles Baudouin, dans L'Œuvre de Jung parle ainsi de la technique du rêve éveillé dirigé :
« Il est assez piquant, écrit-il, d'observer que si les Freudiens reprochent aux Jungiens de trop intervenir dans l'analyse, il arrive en général aux Jungiens à leur tour de reprocher aux élèves de Desoille, comme une sorte de sacrilège, leur prétention de diriger, précisément le rêve éveillé, de ne pas respecter l'autonomie de ce phénomène naturel. »
L'école allemande pose aussi les principes de l'onirothérapie avec J.H Schultz, Kretschmer (en 1949) ; Kluge et Thren (en 1951), Hanscarl Leuner (en 1955). J.H Schultz développe une technique fondée sur les exercices oculaires, une concentration sur une couleur uniforme imaginée, une exploration systématique du spectre coloré, la représentation d'objets divers concrets puis la concentration sur des idées telles que « justice » ou « bonheur ». Ces exercices seraient apparentés à une forme d'autocatharsis. Quant à Kluge et Thren, ils publient le résultat d'études effectuées sur 80 sujets. On demande à ces sujets d'observer ce qui peut apparaître dans le champ de leur « regard intérieur ». À des apparitions discontinues d'images plus ou moins vagues succède rapidement un déroulement continu et plus net d'images animées parmi lesquelles des souvenirs plus ou moins récents et parfois des figures fabuleuses ou fantastiques.
Tous ces travaux sur l'imagerie mentale sont poursuivis par des chercheurs de tous pays : Mario Berta, Gabrielle Charbonnier, Martha Crampton, Gilbert Durand, Azevedo Fernandes, Robert Gérard, Jean Granier, Franck Haronian, A. Jellinek, Emil E. Kobi, Leopold Rigo, Jacques de La Rocheterie, Graham Taylor.
Le nom du professeur Delay est attaché à l'étude des drogues psycho-pharmacodynamiques et l'exploration du monde onirique est passé grâce à lui dans le domaine de la recherche expérimentale. C'est ainsi qu'un sujet soumis à l'action de la mescaline, du haschich ou du LSD25 peut être soumis à la technique de l'imagerie mentale avec des résultats semblables sur la plupart des points comme la coloration des images et leur intensité.